# Маріка пурпурова
Ма́ріка пурпурова (Cinnyris asiaticus) — вид горобцеподібних птахів родини нектаркових (Nectariniidae). Мешкає в Південній і Південно-Східній Азії, а також в деяких районах Західної Азії.

## Опис

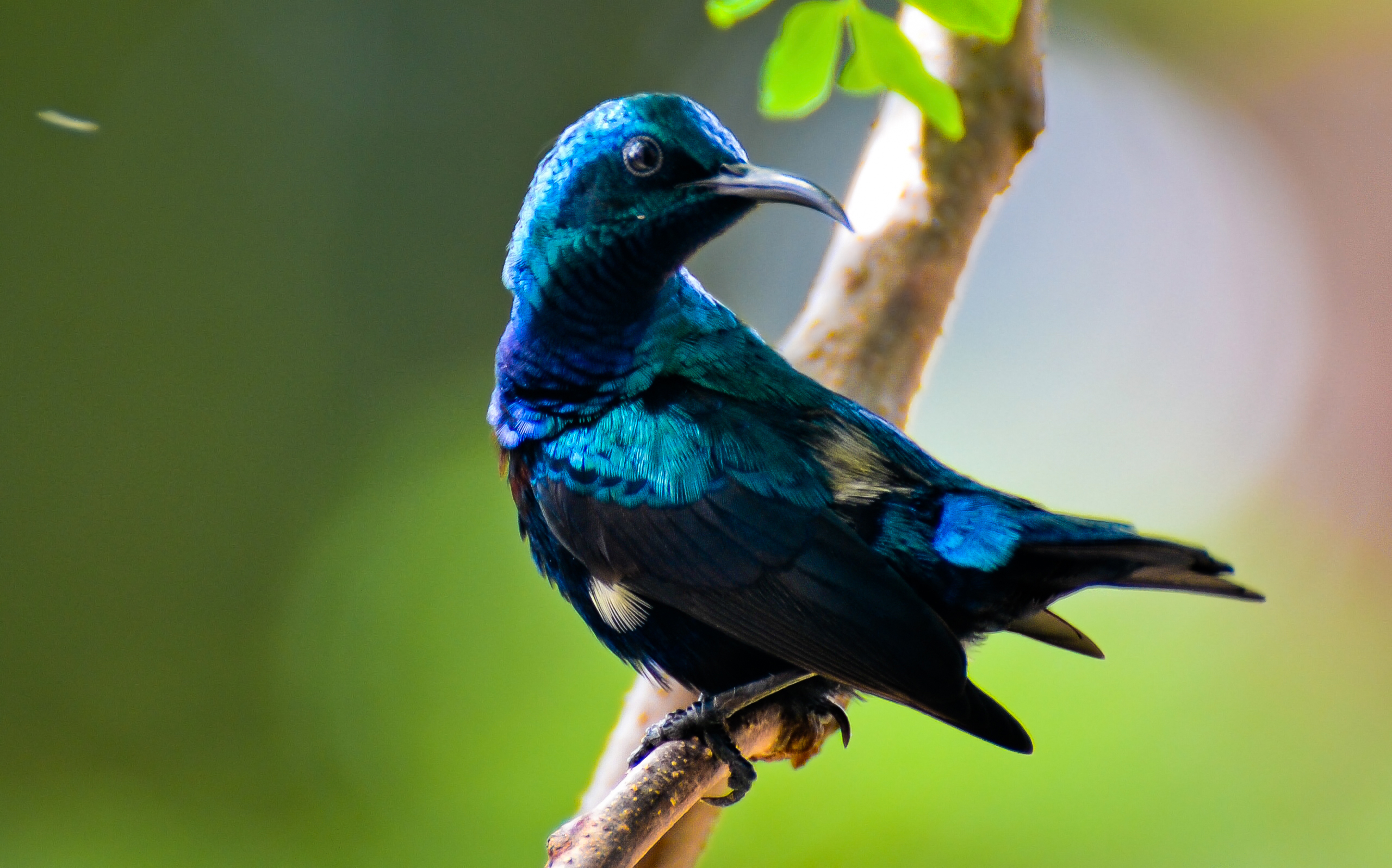
Самець під час сезону розмноження

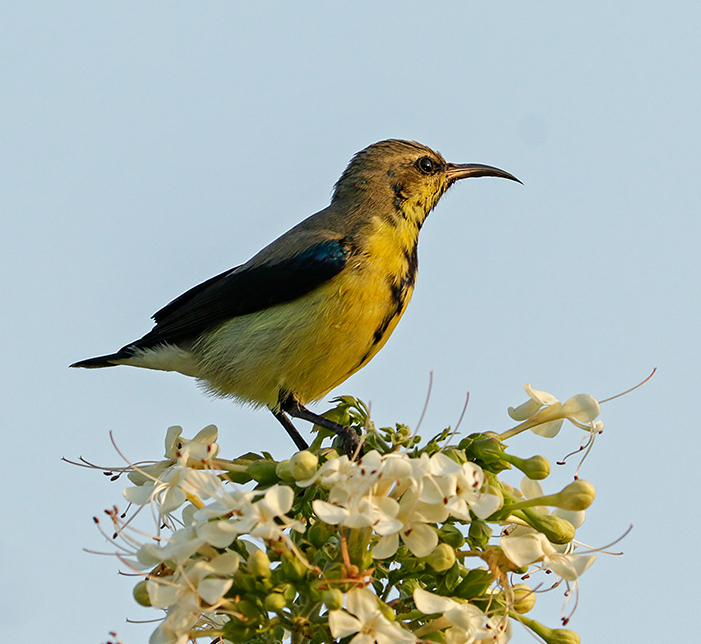
Самець в негніздовому забарвленні

Довжина птаха становить 10–11 см. Виду притаманний статевий диморфізм. Самці важать 6,9–11 г, самиці 5-10 г. Довжина дзьоба становить 17 мм у самців і 18 мм у самиць, довжина крила 56 мм у самців і 54 мм у самиць, довжина цівки 15 мм.
У самців під час сезону розмноження голова і верхня частина тіла темно-пурпурові, металево-блискучі. Крила темно-коричневі. Нижня частина тіла темно-пурпурова (у негніздовому забарвлення на жовтій нижній частині тіла по центру проходить темна смуга). На плечах жовті плямки, на грудях бордовий "комірець". У самиць верхня частина тіла оливково-коричнева, нижня частина тіла жотувата. Над очима світлі "брови", під очима темні смуги. Горло і груди жовті, живіт білуватий. Крайні стернові пера мають білі кінчики. Самці в негніздовий період подібні до самиць. Дзьоб вигнутий, пристосований до живлення нектаром. Дзьоб і лапи чорні, очі темно-карі.

## Підвиди
Виділяють три підвиди:
- C. a. brevirostris (Blanford, 1873) — від Аравійського півострова до західної Індії;
- C. a. asiaticus (Latham, 1790) — Індостан і Шрі-Ланка;
- C. a. intermedius (Hume, 1870) — від східної Індії і Бангладеш до Індокитаю.

## Поширення і екологія
Пурпурові маріки поширені на сході Аравійського півострова (в Омані та ОАЕ), на півдні Ірану, в Пакистані, Індії, південному Непалі, Бангладеш, М'янмі, південному Китаї та в Індокитаї. Вони живуть в різноманітних природних середовищах, що включають в себе вологі і сухі тропічні і субтропічні ліси, чагарникові зарості, поля і сади. Зустрічаються на висоті до 2400 м на півдні Індії та на висоті до 1700 м над рівнем моря в Гімалаях. Є переважно осілими, однак деякі популяції можуть кочувати.

## Поведінка
Пурпурові маріки живляться переважно нектаром, а також дрібними плодами. Вони є важливими запилювачами деяких видів рослин, зокрема Butea monosperma, Acacia, Woodfordia і Dendrophthoe. Пташенят пурпурові маріки годують комахами і павуками. 
Сезон розмноження триває з квітня по червень на півночі Індії та з січня по червень на Шрі-Ланці. Гніздо мішечкоподібне з бічним входом, прикритим невеликим дашком. В кладці 2 яйця. Інкубаційний період триває 15-17 днів.